# Kh-31

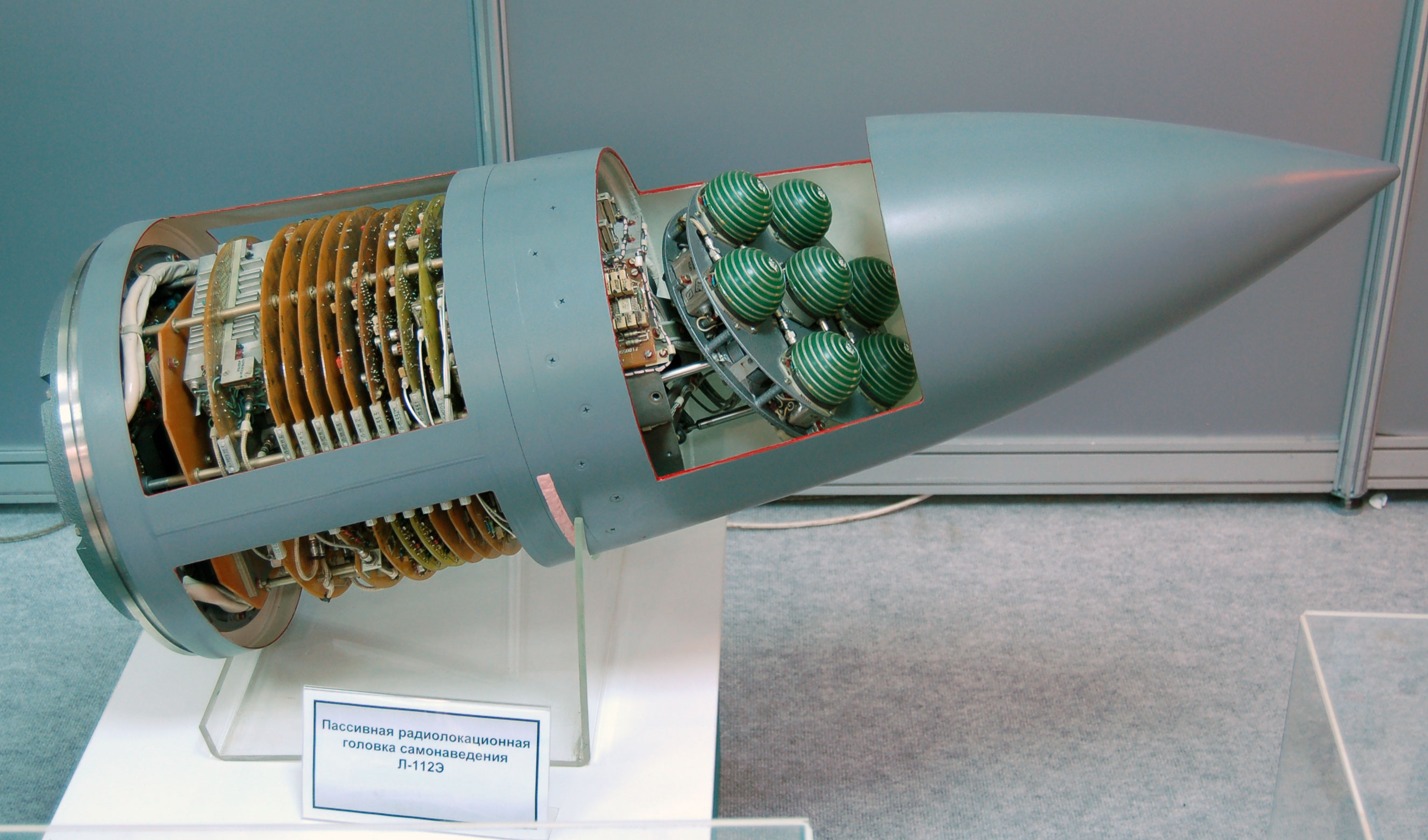
Testata del Kh-31.

Il Kh-31 (nome in codice NATO: AS-17 Krypton) è un missile antinave e antiradar (a seconda della versione) a medio raggio di fabbricazione e produzione russa. Si tratta di uno degli ultimi sistemi d'arma di questo tipo sviluppati in Unione Sovietica. Entrato in servizio a partire dal 1988, è stato realizzato in numerose varianti.

## Sviluppo
L'esigenza di un nuovo missile antiradar iniziò a farsi sentire in Unione Sovietica alla fine degli anni settanta. Infatti, visto che l'ingresso in servizio degli americani Patriot e Standard Missle aveva decisamente alzato i requisiti necessari per i sistemi d'arma di questo tipo, divenne chiaro che occorreva sostituire gli AS-12 Kegler.
Lo sviluppo del nuovo missile, curato dalla Zvezda, iniziò nel 1977. L'obiettivo era realizzare un sistema missilistico antiradar di nuova concezione, in grado di contrastare gli ultimi modelli americani. Per questa ragione, erano richieste velocità più elevate ed una maggiore gittata, oltre, ovviamente, a maggiori livelli di immunità dalle interferenze.
Il nuovo sistema d'arma, inizialmente noto come I-77P, volò per la prima volta nel 1982. Da questa, ne venne poi sviluppata una per l'impiego antinave, nota con il nome di I-77A.
Il missile antiradar, chiamato Kh-31P, entrò in servizio nel 1988. L'anno dopo fu la volta della versione antinave Kh-31A. Questi missili vennero presentati al pubblico per la prima volta a Dubai, nel 1991.
Nel corso degli anni, ne sono state realizzate numerose versioni migliorate.

## Tecnica
Il Kh-31 è un missile concettualmente molto diverso dai suoi predecessori. Si tratta di un sistema d'arma sviluppato in molte versioni e sottoversioni. Comunque, le due versioni principali sono:
- Kh-31A (impiego antinave)
- Kh-31P (impiego antiradar)

Queste due versioni si differenziano tra loro, oltre che per le prestazioni (la gittata del Kh-31A è, in generale, inferiore al quella del Kh-31P) e la testata (quella della versione antinave è più potente), per il sistema di guida. Infatti, il Kh-31A ha un sistema di navigazione inerziale nella fase di crociera, e da un radar a ricerca attiva nella fase finale, per l'attacco contro obiettivi navali. Invece, il Kh-31P ha un sistema di ricerca antiradar passiva. Il CEP di entrambe le versioni è stimato essere compreso tra i 5 e gli 8 metri.
Una grossa novità è sicuramente rappresentata dal sistema di propulsione. Infatti, il sistema propulsivo è “doppio”. Nello specifico, al momento del lancio, prima il missile accelera con un motore a razzo a propellente solido fino a Mach 1,8. In seguito, il motore a razzo viene “eliminato” e l'interno viene convertito in una camera di propulsione per uno statoreattore. Spinto da questo, raggiunge i Mach 2,5 a bassa quota ed i Mach 3 ad alta quota (secondo alcune fonti, anche Mach 4,5).
La testata, costituita da esplosivo ad alto potenziale, è singola.
Per informazioni più specifiche sulle varie versioni, si veda sotto.

## Versioni
Occorre notare che le designazioni “Krypton A”, “Krypton B”, eccetera, utilizzate dal sito warfare.ru, non è chiaro se siano quelle NATO ufficiali.
- Kh-31A Mod 1 (AS-17 Krypton A): si tratta di un missile supersonico antinave, progettato per il contrasto di unità navali di superficie, da combattimento e da trasporto. L'esplosione della testata avviene dopo che il missile è penetrato all'interno della nave. La lunghezza del missile è di 4,7 metri, ed il diametro di 36 centimetri. Il peso al lancio è di 610 kg, di cui 95 della testata. La gittata massima è di 70 km, quella minima di 5.
- Kh-31A Mod 2 (AS-17 Krypton B): versione migliorata del Mod 1. Le informazioni sul funzionamento del missile sono le medesime di tale modello. Le dimensioni e le prestazioni sono superiori: 5.23 metri di lunghezza e 36 centimetri di diametro, ha un peso di 700 kg. La testata è di 110 kg, e la gittata minima è di 5 km, quella massima di 100 km.
- Kh-31P Mod 1 (AS-17 Krypton C): si tratta della versione antiradar (che poi sarebbe quella base). I dati tecnici sono quelli inseriti in tabella.
- Kh-31P Mod 2 (AS-17 Krypton D): versione perfezionata del Mod 1. Le dimensioni sono le stesse del Kh-31A Mod 2, ma il peso è di soli 625 kg e la testata raggiunge gli 87 kg. La gittata minima è di 15 km, quella massima di 200.
- Kh-31X (AA- KRYPTON E): si tratta di una versione aria-aria sviluppata di recente. Secondo le poche informazioni disponibili, sarebbe utilizzabile contro aerei a bassa manovrabilità (come gli AWACS), con una portata di 200 km. In Russia ha la designazione non ufficiale di mini-Moskit.
- MA-31: si tratta di una variante modificata per essere utilizzata come bersaglio supersonico per le esercitazioni navali. Nel 1994 si decise di proporlo per il requisito SSST (Supersonic Sea-Skimming Target) dell'US Navy riguardante un simulatore di un missile antinave supersonico per esercitazioni. In questo ambito venne portato avanti un programma comune dalla Zvezda-Strela e dalla McDonnell Douglas (oggi Boeing). Le prove di volo si tennero nel 1996 ed il primo lancio, contro obiettivi navali, venne effettuato da un QF-4. Le valutazioni continuarono fino al 1998-1999, con il lancio di 13 missili complessivi. Nel dicembre 1999, la Boeing venne dichiarata vincitrice della competizione e ricevette un ordine per una piccola serie di 34 missili al prezzo di 18,8 milioni di dollari[1]. dal punto di vista tecnico, è lungo 4,7 metri ed ha un diametro di 36 centimetri. Il peso raggiunge i 600 kg, la velocità Mach 2,5 e l'autonomia i 50 km. Tuttavia, questo missile venne considerato una soluzione ad interim, perché l'autonomia non era adeguata ed il comportamento in volo non soddisfaceva pienamente le esigenze della specifica SSST. La Boeing sviluppò allora una versione migliorata, con maggiore autonomia e sistema di navigazione GPS per aumentare la precisione. Tale versione è nota con il nome di MA-31PG. Tuttavia, neanche questa variante venne selezionata per la produzione. Però, visti i ritardi dello sviluppo del successore (il GQM-163 Coyote), la Boeing ha ricevuto alla fine del 2006 un ulteriore ordine per altri 14 esemplari.
- YJ-91: si tratta di una versione sviluppata in Cina. Molto simile all'originale, pare abbia solo una gittata leggermente maggiore. Anche in questo caso sono state realizzate una versione antiradar ed una antinave.
- Kh-31PM /Kh-31AM: si tratta di versioni migliorate[2] sviluppate a partire dal 2003.

Per l'esportazione, inizialmente, è stato utilizzato il nome X-31. In tutti i modi, non si tratta di una versione a parte. Occorre tuttavia chiarire che quasi tutti gli esemplari in servizio in Russia appartengono al Mod 1, mentre quelli esportati sono del Mod 2.

## Il servizio
Attualmente, questo missile è operativo con diverse aviazioni militari, tra le quali quelle russa, cinese (che ne ha ricevuti 200 tra il 2002 ed il 2004). Può essere imbarcato su aerei del tipo Su-22, Su-24, Su-25, Su-32, Su-35, MiG-29SM, MiG-21-93, MiG-27, MiG-31BM. Comunque, questo missile era utilizzabile anche per lo Yak-141, oggi abbandonato.
La versione missile-bersaglio dovrebbe essere ancora in servizio con l'US Navy.